# Cantoria violacea
Genre
Espèce
Synonymes
- Hydrodipsas elapiformis Peters, 1859
- Cantoria elongata Günther, 1864

Statut de conservation UICN

 LC  : Préoccupation mineure
Cantoria violacea, unique représentant du genre Cantoria, est une espèce de serpents de la famille des Homalopsidae.

## Répartition
Cette espèce se rencontre dans le sud de la Birmanie, dans le sud de la Thaïlande, aux îles Andaman, en Malaisie péninsulaire, à Singapour et en Indonésie à Sumatra et au Kalimantan. 

## Publication originale
- Girard, 1858 "1857" : Descriptions of some new Reptiles, collected by the US. Exploring Expedition under the command of Capt. Charles Wilkes, U.S.N. Third Part. Proceedings of the Academy of Natural Sciences of Philadelphia, vol. 9, p. 181-182 (texte intégral).